# Arztserie
Arztserien sind Fernsehserien, die den Alltag der in Arztpraxen oder im Krankenhaus tätigen Ärzte, Krankenpfleger und -schwestern, Arzthelfer und der Patienten darstellen. Typisch für Arztserien sind zwischenmenschliche Konflikte zwischen Ärzten bzw. Krankenhauspersonal und den Patienten, in neueren Serien auch die Verwendung medizinischer Fachtermini.

## Charakterisierung

### Form und Inszenierung
Im Gegensatz zu Seifenopern gibt es bei Arztserien zumeist keine unendliche Handlung. Jede Episode ist meist in sich geschlossen, bewegt sich aber oft mit einer linearen Handlungsebene. Auch werden nur selten Cliffhanger verwendet, die dazu dienen, mittels eines besonders dramatischen Ereignisses am Ende einer Episode die Handlung so offenzulassen, dass der Zuschauer  bei der nächsten Episode den passenden Einstieg bekommt. Jede Episode behandelt zwar ein gewisses Thema (welches sich durchaus von Figur zu Figur unterscheiden kann), doch ist die Handlung meist nur in Maßen auf der vorhergehenden Episode aufgebaut.
Auch bzgl. des Erzähltempos unterscheiden sich Arztserien von Seifenopern. Während bei Seifenopern darauf Wert gelegt wird, dass der Zuschauer auch dann noch der Handlung folgen kann, wenn er einige Folgen verpasst hat, ist das bei Krankenhausserien kein ausschlaggebendes Kriterium für die Beliebtheit einer Serie, da zu Anfang einer Episode meist eine kleine Rückblende in Form eines Einspielers gezeigt wird oder die (für die maßgeblichen Erzählstränge wichtigen) Handlungen noch einmal kurz am Anfang der Episode zur Sprache kommen.
Arztserien sind (ähnlich wie andere Fernsehserien) im Erzähltempo nicht genau bestimmbar. Einige Serien (zum Beispiel Emergency Room – Die Notaufnahme) behandeln pro Episode mehrere Erzählstränge, die meist gleichzeitig enden. Dies können bis zu 18 Handlungsstränge sein, die parallel nebeneinanderher laufen und eine hektische Atmosphäre schaffen. Andere Serien (wie beispielsweise Scrubs – Die Anfänger) konzentrieren sich meist auf einige wenige Handlungsstränge, wobei nicht immer alle Figuren zugegen sind und eine tatsächliche Rolle in der Episode spielen. So wird beispielsweise ein Hauptstrang geschaffen, der sich um die Hauptfigur dreht, aus deren Blickwinkel das Krankenhausleben geschildert wird, das heißt die Erzählperspektive geht immer von der Hauptfigur aus, ganz gleich ob diese in der Episode oder einer bestimmten Szene mitspielt oder nicht. Die anderen Stränge bilden ein Netz, ohne das der Hauptstrang nicht funktionieren würde. Auch bezieht die Hauptfigur oft am Ende der Episode Stellung und zieht ein Fazit aus der Handlung der vorhergehenden Episode.
Ausgestrahlt wird eine Arztserie meist wöchentlich zur selben Zeit am selben Wochentag. Anders als Seifenopern, die ein sehr langsames Erzähltempo verfolgen, findet die Handlung von US-amerikanischen Krankenhausserien meist innerhalb einer Schicht statt. Das heißt, sie beginnt bei Schichtbeginn und endet bei Schichtende. Da Schichten von Ärzten teilweise mehr als 48 Stunden betragen, ist die Handlung stark gerafft.

### Themen
Die Themen von Arztserien sind meistens zwischenmenschliche Probleme zwischen Ärzten und Pflegepersonal, Arbeitsbeziehungen zwischen Oberärzten, Assistenzärzten und Chefärzten sowie Konflikte mit Patienten und deren Angehörigen. Im Zentrum der Handlung steht oft das Sterben als Folge von Mord, Selbstmord, Vergewaltigungen, Schlägereien, gefährlichen Krankheiten und/oder harmlosen Krankheiten, die lange nicht behandelt wurden und nun ein ernsthaftes Risiko darstellen.
Oft dreht sich die Handlung um einen medizinischen Fachbereich wie Chirurgie, Pädiatrie oder Intensivmedizin. Auch verschiedene Charaktertypen sind oft in Serien anzutreffen (z. B. der Streber, der Versager, der Ehrliche, der Macho). Ebenso spielen politische, religiöse und ethische Themen wie Rassismus, Diskriminierung, Religionsfreiheit, Sterbehilfe, Palliativmedizin etc. eine große Rolle.
Nicht immer stehen Ärzte und Chirurgen im Vordergrund einer Arztserie. Es gibt auch Serien, in denen die Hauptdarsteller Krankenpfleger oder Krankenpflegeschüler sind. Schwerpunkte bei Arztserien sind meist entweder das konkrete medizinische Vorgehen und die ethische Problematik sowie der zwischenmenschlichen Dimensionen oder aber das Hauptaugenmerk liegt im komödiantischen Bereich.

## Beispiele für Arzt- und Krankenhausserien

### Deutsche Serien
Deutsche Arzt- und Krankenhausserien sind meistens in einem ähnlich unaufwändigen Format produziert wie Seifenopern, erfreuen sich aber dennoch großer Beliebtheit. Sie stellen (mehr oder weniger realistisch) das alltägliche Leben innerhalb eines deutschen Krankenhauses dar. Eine der erfolgreichsten deutsche Krankenhausserie ist Die Schwarzwaldklinik (1985–1989) und aus der Gegenwart In aller Freundschaft (seit 1998).
- alphateam – Die Lebensretter im OP (Krankenhausserie, 1996–2005, Sat.1)
- Am liebsten Marlene (Arztserie, 1998–1999, ZDF)
- Bereitschaft Dr. Federau (Arztserie, 1988, DDR F1)
- Berühmte Ärzte der Charité (Arztserie, 1981–1983, DDR F1)
- Bettys Diagnose (Krankenhausserie, seit 2015, ZDF)
- Charité (Krankenhausserie, seit 2017, Das Erste)
- Der Bergdoktor (Arztserie, Sat.1, 1992–1997)
- Der Bergdoktor (Arztserie, seit 2008, ZDF)
- Der Doc und die Hexe (Arztserie, 2010–2012, ZDF)
- Der Landarzt (Arztserie, 1986–2012, ZDF)
- Die Anstalt – Zurück ins Leben (Krankenhausserie, 2001–2008, Sat.1)
- Die Kinderklinik (Krankenhausserie, 1993/1998)
- Die Schwarzwaldklinik (Krankenhausserie, 1985–1989, ZDF)
- Die Spreewaldklinik (Krankenhausserie, seit 2024, Sat.1)
- Doctor’s Diary (Krankenhausserie, 2007–2010, RTL & ORF)
- Doktor Martin (Arztserie, 2006–2009, ZDF)
- Dr. Klein (Krankenhausserie, 2014–2019, ZDF)
- Dr. Sommerfeld – Neues vom Bülowbogen (Arztserie, 1997–2004, ARD)
- Dr. Stefan Frank – Der Arzt, dem die Frauen vertrauen (Arztserie, 1995–2001, RTL)
- Familie Dr. Kleist (Arztserie, 2004–2020, ARD)
- Freunde fürs Leben (Arztserie, 1992–2001, ZDF)
- Für alle Fälle Stefanie (Krankenhausserie, 1995–2004, Sat.1)
- Hafenkrankenhaus (Krankenhausserie, 1968, ARD)
- Hallo, Onkel Doc! (Krankenhausserie, 1994–2000, Sat.1)
- Herzflimmern – Die Klinik am See (Krankenhausserie, 2010–2012, ZDF)
- Herzschlag – Das Ärzteteam Nord (Krankenhausserie, 1999–2003, ZDF, ab Staffel 4 als Herzschlag – Die Retter)
- In aller Freundschaft (Krankenhausserie, seit 1998, ARD)
- In aller Freundschaft – Die jungen Ärzte (Krankenhausserie, seit 2015, ARD)
- In aller Freundschaft – Die Krankenschwestern  (Krankenhausserie, 2018–2021, ARD)
- Klinik unter Palmen (Krankenhausserie, 1996–2003, ARD)
- Klinikum Berlin Mitte – Leben in Bereitschaft (Krankenhausserie, 1999–2001, Pro Sieben)
- Landarzt Dr. Brock (Arztserie, 1967–1969, ARD)
- Nikola (Krankenhausserie, 1996–2005, RTL)
- OP ruft Dr. Bruckner (Krankenhausserie, 1996–1999, RTL)
- Praxis Bülowbogen (Arztserie, 1987–1996, ARD)
- St. Angela (Krankenhausserie, 1997–2004, ARD)
- Stadtklinik (Krankenhausserie, 1993–2000, RTL)
- Klinik am Südring (Scripted Reality-Krankenhausserie, seit 2016, Sat.1)

### US-amerikanische Serien
US-amerikanische Krankenhausserien sind meist in einem aufwändigen Format produziert und erfreuen sich meist großer Beliebtheit. Sie stellen das alltägliche Leben innerhalb eines US-amerikanischen Krankenhauses dar (welches sich sehr von dem deutscher Krankenhäuser unterscheidet).
- Chefarzt Dr. Westphall
- Chicago Hope – Endstation Hoffnung
- Chicago Med
- Code Black
- Doogie Howser, M.D.
- Dr. House
- Emergency Room – Die Notaufnahme
- General Hospital
- Grey’s Anatomy
- Hawthorne
- Heartbeat – Herzschlag des Lebens
- Miami Medical
- New Amsterdam
- Notruf California
- Nurse Jackie
- Private Practice (ein Spin-off der Serie Grey’s Anatomy)
- Scrubs – Die Anfänger
- Trapper John, M.D.
- The Good Doctor
- The Night Shift
- Emily Owens M.D.
- Royal Pains
- The Knick

### Serien aus anderen Ländern
Das Krankenhaus am Rande der Stadt, die in 21 Ländern ausgestrahlt wurde, ist eine der international erfolgreichsten Arztserien und hatte in der Tschechoslowakei, ihrem Produktionsland, eine Sehbeteiligung von bis zu 93 %.
- All Saints – Australische Krankenhausserie (1998–2009)
- Atemlos – Spanische Krankenhausserie (seit 2024)
- Casualty – Britische Krankenhausserie (seit 1986)
- Doctors – Britische Krankenhausserie (seit 2000)
- Green Wing – Britische Krankenhausserie (2004–2006)
- Holby City – Britische Krankenhausserie (seit 1999), Spin-off von Casualty
- Dr. Monroe – Britische Krankenhausserie (2011–2012)
- Die fliegenden Ärzte – Australische Arzt- und Krankenhausserie (1985–1993)
- Das Krankenhaus am Rande der Stadt – Tschechoslowakische Krankenhausserie (1978–1981)
- Interny – Russische Krankenhaus-Comedy-Serie (seit 2010)
- Shortland Street – Neuseeländische Krankenhausserie (seit 1992)
- Spoed – Belgische Krankenhausserie (2000–2008)
- The Heart Guy – Australische Krankenhausserie (2016–2021)
- Trauma 24/7 – Niederländische Krankenhausserie
- Zeg 'ns Aaa – niederländische Arztserie über Zahnärzte (1981–1993)[1]
- Zeg 'ns Aaa – niederländische Arztserie über Zahnärzte (2009–2010)[2]

## Kritik
Kritiker bemängeln an Arztserien den mangelnden Bezug zur Realität. Zuschauer würden entweder abgeschreckt oder im Notfall zu falschem Handeln verleitet, um ihren Serienhelden nachzueifern. Da viele medizinische Maßnahmen in Krankenhausserien nicht der Realität entsprächen und viele Krankheiten oft falsch diagnostiziert und behandelt würden, raten Kritiker davon ab, Arzt- und Krankenhausserien zu viel Bedeutung beizumessen.
Zwar gehören zu einer erfolgreichen Serie Hektik und möglichst spektakuläre medizinische Eingriffe, dennoch sollten besonders Laien keine medizinischen Tricks bei den Helden der jeweiligen Krankenhausserie abschauen. Außerdem jage das „alltägliche Geschehen“ besonders in US-amerikanischen Krankenhausserien vielen Zuschauern Angst ein, sodass sie, sollten sie selbst jemals in ein Krankenhaus müssen, besonders viel Angst davor hätten, sich den Händen der Ärzte zu überlassen.
Eine US-amerikanische Studie stellte zudem fest, dass Konsumenten derartiger Serien sich selbst und ihr Umfeld als wesentlich krankheitsgefährdeter sehen als üblich. Hierdurch sinke die Lebensqualität deutlich.